# Elemental
Elemental är ett musikalbum av Tears For Fears, släppt 1993. Skivan var bandets första på fyra år sedan releasen av albumet The Seeds of Love 1989. Skivan  är dock att se som ett soloprojekt av Roland Orzabal, då Curt Smith hade lämnat bandet tre år tidigare.

## Låtlista
Samtliga låtar skrivna av Orzabal/Griffiths om inget annat anges.
1. "Elemental" – 5:30
2. "Cold" (Orzabal) – 5:04
3. "Break It Down Again" – 4:31
4. "Mr. Pessimist" – 6:16
5. "Dog's a Best Friend's Dog" – 3:38
6. "Fish out of Water" – 5:07
7. "Gas Giants" – 2:40
8. "Power" - 5:50
9. "Brian Wilson Said" – 4:22
10. "Goodnight Song" – 3:53